# 미즈타니 유코
미즈타니 유코(일본어: 水谷 優子, 1964년 11월 4일 ~ 2016년 5월 17일)는 일본의 성우, 배우. 아이치현 출신.

## 소속사
- 프로덕션 바오밥 (1985~2011)
- 아오니 프로덕션 (2011~2016)

## 출연작
- 강식장갑 가이버 OVA - 세가와 미즈키
- 고양이 당인전 테얀데에 - 오미츠, 언제나의 엄마
- 그로우랜서Ⅱ - 카렌 랑그레이
- 기동전사 건담 시리즈
  - 기동무투전 G건담 - 트리스 스르게이레프
  - 기동신세기 건담 X - 카리스 노틸러스
  - 기동전사 건담 F90 - 내비(SD건담 G제네레이션 SPIRITS에서 배정되었다.)
  - 기동전사 Z건담 - 사라 자비아로프, 체밍 노아, 비행장 아나운서(이 단역이 데뷔 역이고 사라는 나중에 추가로 맡은 배역이다.)
  - 기동전사 건담 ZZ - 미리 칠더
- 기동전함 나데시코 - 아쿠아 크림슨
- 난봉꾼 역사 마츠타로 - 미나미 레이코
- 닌자 슬레이어 프롬 애니메이시욘 - 후부키 나바타
- 닌자 거북이1987년 BS2판 - 마샤
- 남코X캡콤 - 토비 마스요, 카타나
- 도라에몽 극장판 노비타의 패럴렐서유기 - 링레이(건담 X의 카리스와 더불어 그녀의 보기 드문 소년연기이다.)
- 도라에몽 극장판 노비타의 완냥시공전 - 즈부
- 돌격! 빳빠라대 - 에구치 나츠미
- 동급생 PCE&SS&마작 동급생&동급생 마작 - 타마치 히로미
- 극장판 동물의 숲 - 펠리미
- 드래곤나이트(OVA판) - 루나
- 디즈니 작품 - 미니 마우스
- 디지몬 시리즈
  - 디지몬 어드벤처 - 타케노우치 소라(한소라), 야가미 유코
  - 우리들의 워 게임! - 타케노우치 소라, 야가미 유코
  - 디지몬 어드벤처 02 - 타케노우치 소라, 야가미 유코
  - 디지몬 허리케인 상륙!! 초절진화!! 황금의 디지멘탈 - 타케노우치 소라
  - 디아블로몬의 역습 - 타케노우치 소라
- 디어 브라더 - 미소노오 나나코(파일럿)
- 란마 1/2 - 카루미
- 랑그릿사 3 - 소피아, 코티
- 로비&케로비 - 드빈
- 록맨 X4, 프로젝트 크로스 존 - 아이리스
- 마경외전 레디우스 - 유타 라 캐러딘
- 마루코는 아홉살 - 사쿠라 사키코
- 머신로보 크로노스의 대역습 - 레이나 스톨
- 맑음 때때로 뿌이뿌이 - 동글이의 할머니
- 명탐정 코난 극장판 전율의 악보 - 치구사 라라
- 미소의 세상 - 시바하라 메구미(조은이)
- 미소녀 전사 세일러 문 Crystal - 츠키노 이쿠코(츠키노 우사기의 어머니)
- 백경전설 - 럭키
- 별의 커비 - 웨이들 두 & 메이벨
- 붉은 광탄 질리온 - 애플
- 블랙·잭 - 피노코
- 뿌요뿌요 시리즈
  - 뿌요뿌요 CD - 드라코켄타우로스(뿌요뿌요 시리즈), 스키야포데스
  - 뿌요뿌요 CD 通 - 드라코켄타우로스(뿌요뿌요 시리즈)
  - 뿌요뿌욘 - 윗치
- 소년탐정 김전일 - 무나카타 사츠키
- 슈퍼로봇대전 시리즈 - 엑셀렌 브로우닝, 알피미, 레몬 브로우닝, 쥬스티누 샤프라와스
- 시귀 - 오자키 쿄코
- 신비한 바다의 나디아 - 마리 앤 레벤브로이, 이콜리나
- 엑셀 사가 - 대우주의 위대한 의지, TV리포터, 각종 여성 엑스트라들
- 오니마루 - 아야 공주
- 용자지령 다그온 - 세리자와 에리카(신애리)
- 이누야샤 - 쇼텐(창천)
- 이웃집 토토로 - 농촌 소녀
- 이브의 시간 - 나오코
- 지구방위가족 - 에지마 준코
- 천공전기 슈라토 - 라크슈
- 천지무용 - 쿠라미츠 미호시
- 천지무용 GXP - 쿠라미츠 미토토
- 카라쿠리 검호전 무사시로드 - 오츠루
- 카부키 일도양담 - 오쿠니
- 카시마시 ~걸 미츠 걸~ - 츠키 나미코
- 극장판 크레용 신짱 3기 흑부리 마왕의 야망 - 유키노
- 킹덤 하츠 시리즈 - 미니 왕비
- 타이니 툰 - 스위티 피
- 탐험 도리랜드 - 뇌광마도 소피아
- 테카맨 블레이드 - 아이바 미유키, 테카맨 레이피어
- 포켓몬스터 XY - 모나크(25화의 포플레 콘테스트의 심사위원장. 세계적인 포플레마스터라고 한다.)
- 폭렬헌터 - 쇼콜라 미스
- 파워스톤 - 제니 팔콘
- 하우스 오브 마우스 - 미니 마우스
- 학교유령 - 미이나 외
- 학급왕 야마자키 - 메메코 선생
- A채널 - 모모키 룬의 어머니
- EVE burst error - 푸딩
- Go! Go! 다섯 쌍둥이 - 모리노 키노코(진보라)
- Hi Hi Puffy AmiYumi - 줄리